# Liste der Ehrenbürger von Wolfsburg
Die Stadt Wolfsburg hat seit ihrer Gründung 20 Personen das Ehrenbürgerrecht verliehen.
Im Zuge der Eingemeindung der Städte Fallersleben und Vorsfelde am 1. Juli 1972 wurden die dort verliehenen Ehrenbürgerschaften von Otto Wolgast, Fritz Weiberg und Max Valentin übernommen.

## Die Ehrenbürger der Stadt Wolfsburg
Hinweis: Die Auflistung erfolgt chronologisch nach Datum der Zuerkennung.
1. Heinrich Nordhoff (* 6. Januar 1899 in Hildesheim; † 12. April 1968 in Wolfsburg)
1948 bis 1960 Generaldirektor der Volkswagenwerk GmbH, 1960 bis 1968 Vorstandsvorsitzender der Volkswagenwerk AG
 
Verleihung am 5. August 1955
2. Otto Wolgast (* 16. Mai 1900 in Althüttendorf bei Eberswalde; † 8. August 1994)
1930 bis 1945 Bürgermeister, 1949 bis 1966 Stadtdirektor der Stadt Fallersleben
 
Verleihung am 16. Mai 1965 in Fallersleben
3. Fritz Weiberg (* 11. Dezember 1900 in Braunschweig; † 15. September 1977 in Wolfsburg)
1946 bis 1952 und 1954 bis 1968 Landrat des Landkreises Helmstedt, außerdem 1947 bis 1955 Mitglied des Niedersächsischen Landtags
 
Verleihung am 29. November 1965 in Vorsfelde
4. Max Valentin (* 30. September 1902 in Vorsfelde; † 13. Januar 1979)
1933 bis 1945 und 1952 bis 1972 (mit Unterbrechungen) Bürgermeister der Stadt Vorsfelde
 
Verleihung am 30. September 1971 in Vorsfelde
5. Hugo Bork (* 20. November 1907 in Graudenz/Westpreußen; † 16. Oktober 1998)
1951 bis 1971 Betriebsratsvorsitzender des Volkswagenwerks, 1956 bis 1959 Ratsherr, 1959 bis 1961 Senator, 1961 bis 1974 (mit Unterbrechung 1972) Oberbürgermeister
 
Verleihung am 20. November 1977
6. Günther Graf von der Schulenburg-Wolfsburg (* 15. April 1891 in Hannover; † 12. März 1985)
Großgrundbesitzer
 
Verleihung am 15. April 1981
7. Antonius Holling (* 2. September 1908 in Osnabrück; † 7. September 1996 in Wolfsburg)
1940 bis 1986 katholischer Priester in der Stadt des KdF-Wagens bzw. Wolfsburg
 
Verleihung am 1. Juli 1984
8. Wilhelm Wolf (* 2. März 1911; † 22. Februar 1992)
Arzt, 1973 bis 1977 Vorsitzender bzw. 1978 bis 1989 Präsident des VfL Wolfsburg
 
Verleihung am 30. Juni 1985
9. Carl H. Hahn (* 1. Juli 1926 in Chemnitz; † 14. Januar 2023 in Wolfsburg)
1982 bis 1993 Vorstandsvorsitzender der Volkswagen AG
 
Verleihung am 30. Juni 1990
10. Walter Hiller (* 9. Oktober 1932 in Dettingen an der Erms)
1986 bis 1990 Vorsitzender des Gesamt- und Konzernbetriebsrates der Volkswagen AG, 1986 bis 1990 Stadtrat, 1990 bis 1996 niedersächsischer Sozialminister
 
Verleihung am 19. Dezember 1996
11. Werner Schlimme (* 8. August 1924 in Freden; † 12. August 2010 in Wolfsburg)
1968 bis 1976 Ratsherr, 1976 bis 1981 Beigeordneter, 1981 bis 1986 Erster Bürgermeister, 1986 bis 1996 Oberbürgermeister
 
Verleihung am 19. Dezember 1996
12. Volkmar Köhler (* 20. Mai 1930 in Hannover; † 6. Juni 2012 in Wolfsburg)
1964 bis 1972 Ratsherr, 1969 bis 1972 Bürgermeister, 1972 Oberbürgermeister, 1972 bis 1976 Beigeordneter, außerdem 1972 bis 1994 Mitglied des Deutschen Bundestages
 
Verleihung am 8. September 1999
13. Helmut Simson (* 29. August 1916 in Berlin; † 13. März 2013 in Wolfsburg)
1959 bis 1964 Ratsherr, 1964 bis 1972 Senator, 1972 bis 1974 Beigeordneter, 1974 bis 1976 Oberbürgermeister, außerdem 1967 bis 1974 Mitglied des Niedersächsischen Landtages
 
Verleihung am 8. September 1999
14. Katharina Schmidt (* 5. August 1929 in Schlesien; † 25. Mai 2004)
engagiert beim Deutschen Roten Kreuz und der Sozialstation Vorsfelde, etablierte den „Wolfsburger Mittagstisch für Bedürftige“
 
Verleihung am 4. Mai 2001
15. Ferdinand Piëch (* 17. April 1937 in Wien; † 25. August 2019 in Rosenheim)
1993 bis 2002 Vorstandsvorsitzender, 2002 bis 2015 Aufsichtsratsvorsitzender der Volkswagen AG
 
Verleihung am 15. November 2002
16. Heinrich Heidersberger (* 10. Juni 1906 in Ingolstadt; † 14. Juli 2006 in Wolfsburg)
Künstler und Fotograf
 
Verleihung am 12. Oktober 2003
17. Manfred Kolbe (* 29. Oktober 1934 in Breslau; † 14. November 2024)
1968 bis 1972 Ratsherr, 1972 bis 1996 Beigeordneter, 1996 bis 2006 (Erster) Bürgermeister
 
Verleihung am 11. November 2007
18. Rocco Artale (* 12. August 1940 bei Pescara/Abruzzen)
kam 1962 als italienischer „Gastarbeiter“ nach Wolfsburg, 1996 bis 2011 Ratsherr
 
Verleihung am 25. September 2012
19. Ingrid Eckel (* 9. April 1944 in Schönwinkel bei Jarotschin/Wartheland)
1996 bis 2001 Oberbürgermeisterin, 1998 bis 2008 Mitglied des Niedersächsischen Landtags
 
Verleihung am 5. Oktober 2014
20. Rolf Schnellecke (* 12. September 1944 in der Stadt des KdF-Wagens)
1995 bis 2001 Oberstadtdirektor, 2001 bis 2011 Oberbürgermeister, Unternehmer
 
Verleihung am 29. November 2014
21. Udo-Willi Kögler (* 4. Dezember 1942 in Wolfenbüttel)
Gründungsvorsitzender der Bürgerstiftung Wolfsburg, Automobil-Manager
 
Verleihung am 22. April 2018
22. Hans-Joachim Throl (* 12. Oktober 1952)
1976 bis 2016 Ratsherr, 1981 bis 1986 Zweiter Bürgermeister, Rechtsanwalt
 
Verleihung am 22. April 2018
23. Rolf Wolters (* 5. Dezember 1940 in Bremen; † 7. September 2020 in Wolfsburg)
über 44 Jahre Organisator des Wolfsburger Schützen- und Volksfestes, 1986 bis 2001 und 2006 bis 2016 Ratsherr, Bäckermeister
 
Verleihung am 10. März 2019